# Alessandro Fattori
Pour les articles homonymes, voir Fattori.
Alessandro Fattori, né le 21 juin 1973 à Parme, en Émilie-Romagne, est un skieur alpin italien.

## Palmarès

### Coupe du Monde
- 2 victoires (1 en Descente, 1 en Super G).

### Arlberg-Kandahar
- Meilleur résultat : 51e place dans la descente 1994 à Chamonix